# یواس‌اس پرتانوس (ای‌جی‌پی-۴)
یواس‌اس پرتانوس (ای‌جی‌پی-۴) (به انگلیسی: USS Portunus (AGP-4)) یک کشتی بود که طول آن ۳۲۸ فوت ۰ اینچ (۹۹٫۹۷ متر) بود. این کشتی در سال ۱۹۴۳ ساخته شد.